# Vermelho, Branco e Sangue Azul
Red, White & Royal Blue (bra/prt: Vermelho, Branco e Sangue Azul) é um romance LGBT de 2019 de Casey McQuiston. A trama gira em torno do personagem de Alex Claremont-Diaz, filho da presidente dos Estados Unidos, e seu relacionamento com o príncipe Henry, um príncipe britânico, abordando temas de divergências políticas e também humor.

## Antecedentes
McQuiston teve a ideia do que se tornaria Vermelho, Branco e Sangue Azul durante as eleições presidenciais americanas de 2016. Enquanto assistia a uma temporada da série de comédia da HBO Veep e lia uma biografia de Hillary Clinton de Carl Bernstein, A Woman in Charge: The Life of Hillary Rodham Clinton e The Royal We de Heather Cocks e Jessica Morgan, McQuiston se intrigou com o estilo de vida extravagante e de alto nível da realeza e queria escrever sua própria opinião sobre uma história com uma família real.

## Premissa
Alex Claremont-Diaz é filho de Ellen Claremont, a primeira mulher presidente dos Estados Unidos, que se prepara para concorrer à reeleição em 2020. Após um incidente em um casamento real, Alex tem que fingir ser amigo do príncipe Henry da Inglaterra, para evitar a possível escalada de uma crise diplomática e midiática completa, que poderia atrapalhar a candidatura eleitoral de sua mãe. Embora o esforço seja inicialmente para minimizar os danos, os dois realmente se tornam amigos. E por fim se envolvem romanticamente, quando o príncipe Henry revela que é homossexual, despertando Alex para sua bissexualidade. Eles têm que conciliar o relacionamento, com suas funções políticas no cenário mundial, enquanto tentam não colocar em risco a reeleição da mãe de Alex.

## Personagens

### Personagens principais
- Alex Claremont-Diaz é o primeiro filho dos Estados Unidos e irmão de June Claremont-Diaz.[3]
- Henry George Edward James Hanover Stuart Fox é um príncipe britânico e terceiro na linha de sucessão ao trono britânico.[3]
- June Claremont-Diaz é a primeira filha dos Estados Unidos e irmã de Alex Claremont-Diaz.[3]
- Ellen Claremont é a primeira mulher presidente dos Estados Unidos. Democrata do Texas, ela é mãe de Alex e June Claremont-Diaz e ex-mulher de Oscar Diaz.[3]
- Zahra Bankston é a vice-chefe de gabinete de Ellen Claremont.
- Nora Holleran é neta do vice-presidente Mike Holleran. Junto com Alex e June Claremont-Diaz, ela compõe o 'Trio da Casa Branca'.
- Percy 'Pez' Okonjo é o melhor amigo do príncipe Henry. Ele é o fundador de várias instituições de caridade e organizações sem fins lucrativos.
- Beatrice Fox-Mountchristen-Windsor é a irmã mais velha do príncipe Henry e a irmã mais nova do príncipe Phillip. Ela é uma viciada em cocaína em recuperação, um vício que foi desenvolvido após a morte de seu pai. Ela é a quarta na linha de sucessão ao trono.

### Personagens secundários
- Amy Chen é uma agente do Serviço Secreto e segurança da Primeira Família. Ela é trans e casada com uma mulher sem nome.
- Cassius (também conhecido como 'Cash') é outro segurança da Primeira Família. Ele é pansexual.
- Oscar Diaz é senador da Califórnia, pai de Alex e June Claremont-Diaz e ex-marido de Ellen Claremont.[3]
- Mike Holleran é o vice-presidente de Ellen Claremont. Ele é o avô de Nora Holleran.
- Leo é o segundo marido de Ellen Claremont e padrasto de June e Alex Claremont-Diaz.
- Rafael Luna é um jovem senador independente do Colorado. Ele é latino e abertamente gay. Alex Claremont fez campanha na campanha de Luna e os dois são amigos íntimos.
- Jeffery Richards é o republicano de extrema-direita indicado para enfrentar Ellen Claremont nas eleições de 2020.
- Shaan Srivastava é um escudeiro do príncipe Henry. No decorrer do livro, ele fica noivo de Zahra Bankston.

## Recepção
O romance ganhou críticas geralmente positivas, especialmente por sua representação de um relacionamento gay. Kirkus Reviews disse que "a força de McQuiston está no diálogo" e em seus "personagens ricos e bem desenhados" e a Publishers Weekly chamou Vermelho, Branco e Sangue Azul de um "começo extremamente promissor". The Nerd Daily disse que o romance era "uma joia absoluta" e elogiou o "cuidado requintado" de McQuiston na criação de seus personagens, concedendo-lhe uma nota dez em dez. The Hoya também revisou o romance positivamente, observando seu "humor millennial distinto" e os "personagens coadjuvantes espetaculares". Observou-se, no entanto, que o enredo não era necessariamente realista.
O romance foi incluído na lista de best-sellers do New York Times em junho de 2019. McQuiston disse que se "impressionou" pela resposta ao romance e discutiu a possibilidade de uma sequência. Vermelho, Branco e Sangue Azul ganhou um Alex Award em 2020 e o Goodreads Choice Awards de 2019 para melhor romance e melhor estreia.
A série sueca da Netflix, Young Royals, foi comparada a Vermelho, Branco e Sangue Azul devido à semelhança de alguns dos pontos da trama.

## Adaptação para o cinema
Em abril de 2019, foi relatado que a Amazon Studios ganhou um leilão para os direitos do filme de Vermelho, Branco e Sangue Azul, que seria produzido pela Berlanti Productions. Em outubro de 2021, foi anunciado que o dramaturgo e roteirista Matthew Lopez iria dirigir o filme.